# Великий удмуртський диктант

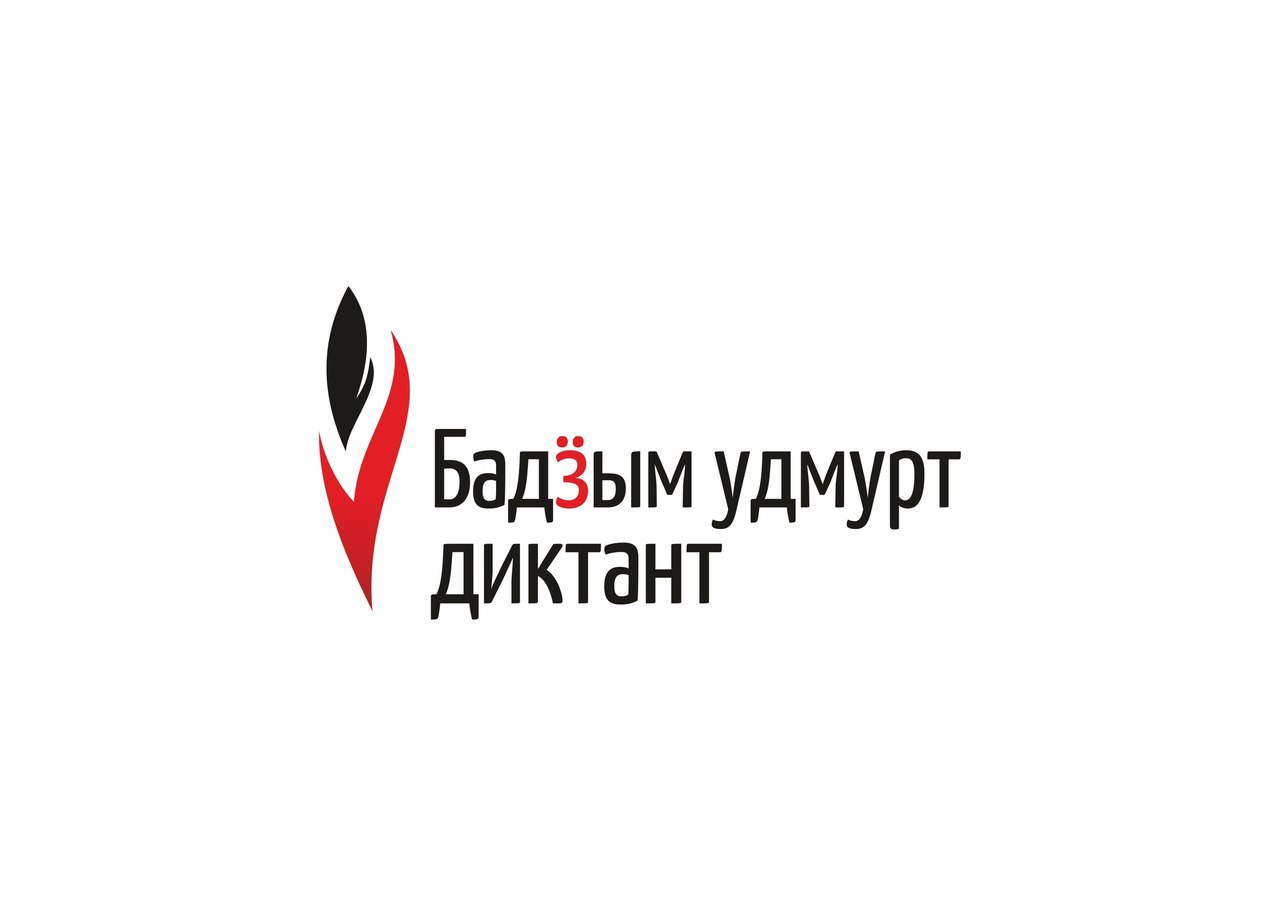
Бадӟым удмурт диктант - лого

Великий удмуртський диктант (удм. Бадӟым удмурт диктант) — удмуртомовна версія «Тотального диктанту», проводиться в один день з загальноросійською акцією.
Вперше Великий удмуртський диктант пройшов у 2012 році за ініціативи промогрупи Юмшан57 в ефірі радіостанції ТРК «Моя Удмуртія». У заході взяли участь близько 100 осіб.
У 2013 році диктант пройшов в Удмуртському Державному Університеті, у Республіканській школі-інтернаті та в ефірі програми «Эктоника» ТРК «Моя Удмуртія». У заході взяли участь близько 200 осіб. Текст для диктанту підготував удмуртський письменник В'ячеслав Ар-Сергі.
У Росії також проходять загальнонаціональні диктанти на тувинській  («Загальний диктант з тувинської мови» («Тиви дыл кырында бугуденин диктантызы»), чуваській мові («Єдиний всечуваський диктант» («Пĕтĕм чăвашсен пĕрлĕхлĕ диктанчĕ»)). Акції з перевірки грамотності популярні у Польщі, Франції, Китаї, Україні, Білорусі, США.

## Див.також
- Диктант